# شرکت (مجموعه تلویزیونی)
شرکت نام یک مجموعهٔ تلویزیونی ایرانی به کارگردانی «عبدالله باکیده» است که در سال ۱۳۷۷–۱۳۷۶ تولید و از شبکه سه سیما پخش گردید.

## خلاصه داستان
مشاور نظامیِ یک گروه فیلمسازی به نام «علی حجت» درمی‌یابد که «امیر فرزانه»، دوست دوران اسارتش، به دلیل سقوط از کوه در بیمارستان بستری است. در ملاقات این‌دو دوستِ قدیمی در بیمارستان، امیر می‌گوید در شب حادثه و زمانی که برای معاینه همسرش به پزشک مراجعه کرده بودند، یک افسر اطلاعاتی عراق را در بالکنِ آپارتمانِ مقابل دیده و در جریان تعقیب او، از بلندی سقوط کرده‌است. علی با شنیدن این موضوع، تصمیم می‌گیرد با دنبال کردن سرنخ‌های موجود، ماجرا را پی‌گیری کند.

## بازیگران و عوامل تولید

### بازیگران
- علی دهکردی
- آتیلا پسیانی
- کتایون ریاحی
- مهرخ افضلی
- محمد مختاری
- ناصر آقایی
- اکبر سنگی
- رامین حاج عظیمی
- هاله مهدی‌زاده
- امیر مولایی
- صالحه عباسی
- محمد مشاک
- شهرام زرگر
- شراره یوسف‌نیا[۲]

### عوامل تولید
- کارگردان: عبدالله باکیده
- نویسنده و مجری طرح: مسعود بهبهانی‌نیا
- تصویربردار: مصطفی احمدیان
- آهنگساز: بهنام صبوحی
- طراح صحنه و لباس: سیامک احصایی[۳]
- تعداد قسمت‌ها: ۱۳ قسمت
- مدت زمان: ۶۵۰ دقیقه
- سال تولید و پخش: ۱۳۷۷–۱۳۷۶